# Dream Evil
Dream Evil é uma banda de power/heavy metal da Suécia, montada e integrada pelo produtor musical Fredrik Nordström em 1999.

## História
A banda sueca Dream Evil foi formada no outono de 1999 pelo renomado produtor e proprietário do estúdio Fredman (na Suécia), Fredrik Nordström, responsável por produções de bandas como Hammerfall, In Flames, Dimmu Borgir, entre outras. Além de Fredrik, a banda contava com o jovem guitarrista grego Gus G. responsável também por bandas como Mystic Prophecy e Firewind. Após a união com Gus G., Fredrik procurava ainda por músicos talentosos para “tirar do papel” a sua banda de Power Metal, e por isso, de volta à Suécia, Niklas Isfeldt foi o músico escolhido para tomar o posto de vocalista do Dream Evil. Niklas foi responsável por diversos backing vocals nos trabalhos da banda Hammerfall.
Para o posto de baixista, Niklas trouxe um velho amigo seu, Peter Stalfors, que também já havia trabalho com o Hammerfall, no álbum “Glory to the Brave”. O baterista escolhido para o Dream Evil foi ninguém menos que o renomado Snowy Shaw, cujo trabalho já estava sendo bastante reconhecido desde os anos 80, junto às bandas King Diamond, Mercyful Fate, Memento Mori e Notre Dame.
Com a banda pronta, Fredrik e o Dream Evil entram no estúdio Fredman, em 2001, para começar a produzir o seu primeiro CD, “DragonSlayer”. O álbum além de ter levado o Dream Evil a posto de revelação do metal em 2002 (ano em que “DragonSlayer” chegou ao Brasil, via Century Media), possui a participação da seção de cordas da Orquestra Filarmônica de Gotemburgo, que já havia trabalhado no álbum “Puritanical Euphoric Misanthropia”, do Dimmu Borgir.
Em pouco mais de um ano após o lançamento de “DragonSlayer”, o Dream Evil soltou novamente pela Century Media, mais um álbum, este intitulado “Evilized”. As características da banda se mantiveram as mesmas, ou seja, Power Metal calcado no Hard Rock, obtendo bons resultados pela qualidade apresentada.

## Membros

### Atuais
- Niklas Isfeldt - vocais (1999–presente)
- Fredrik Nordström - guitarra (1999–presente)
- Peter Stålfors - baixo (1999–presente)
- Markus Fristedt - guitarra (2004–2007, 2013–presente)
- Pat Power - bateria (2006–presente)

### Passados
- Gus G. - guitarra (1999–2004)
- Snowy Shaw - bateria (1999–2006)
- Jake E. Berg - vocais (2005)
- Tommy Larsson - baixo (2005)
- Daniel Varghamne - guitarra  (2007-2013)

## Discografia

### Álbuns
- Dragonslayer (2002)
- Evilized (2003)
- The Book of Heavy Metal (2004)
- United (2006)
- Gold Medal in Metal (2008)
- In The Night (2010)
- Six (2017)

### EPs
- Children Of The Night (2002)

### Singles
- The First Chapter (2004)